# Mišel' i Mišutka
Mišel' i Mišutka (Мишель и Мишутка) è un film del 1961 diretto da Michail Šamkovič e Ajan Gasanovna Šachmalieva.